# Pedogénesis

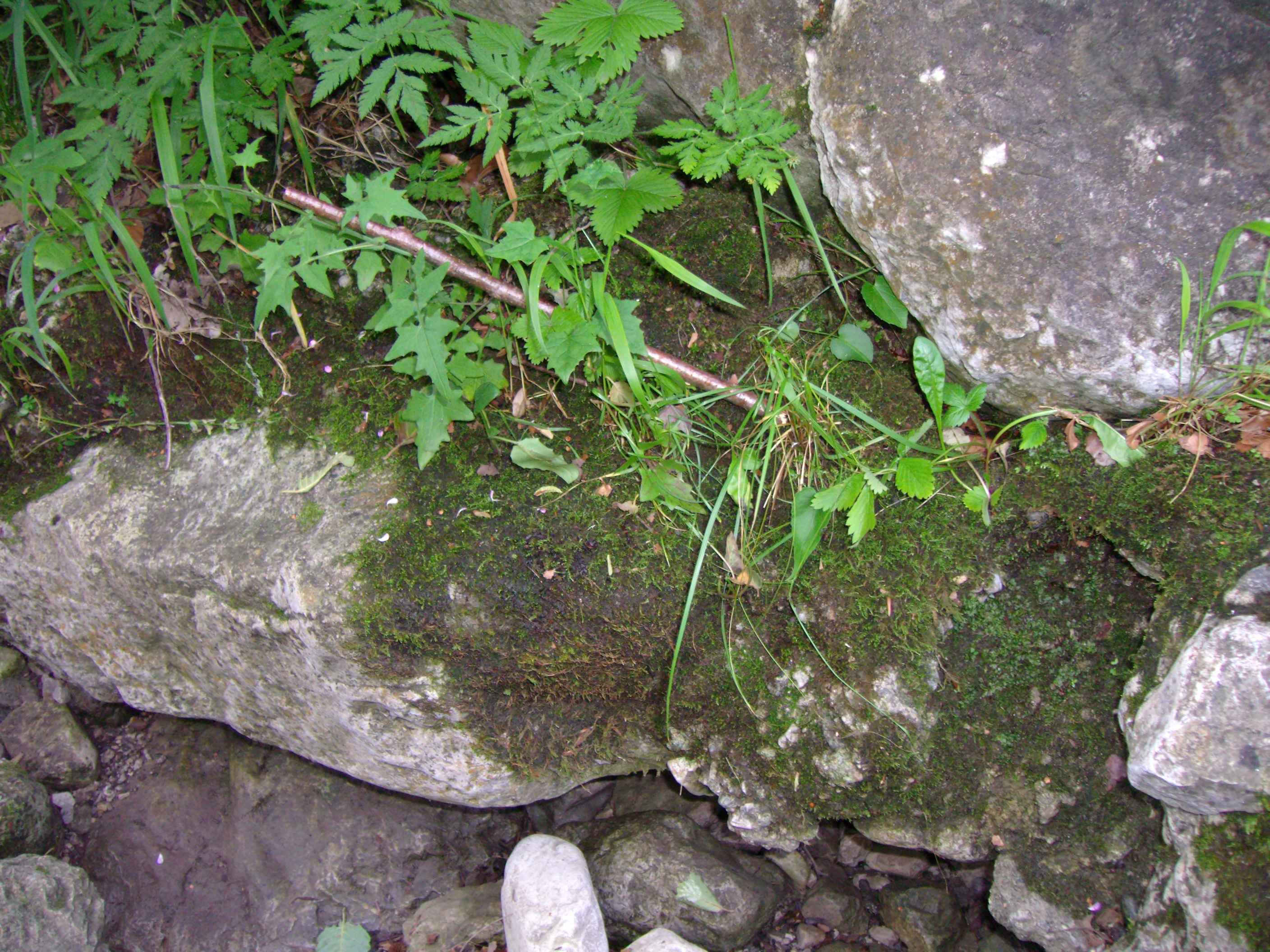
Comienzo de pedogénesis a partir de piedra caliza

La pedogénesis, edafogénesis o evolución de suelo (formación) es el proceso por el cual se crea el suelo. Es el principal tema de la ciencia del suelo y la pedología, cuyos otros aspectos de estudio incluyen la morfología de suelos, su clasificación (taxonomía) de los suelos, y su distribución natural, presente y pasado (geografía de suelo y paleoedafología). Estas características ocurren en patrones de distribución del tipo de suelo, formándose en respuesta a las diferencias en los factores de formación del suelo.
La meteorización desempeña también un papel importante en la creación de los suelos que cubren la superficie de la Tierra y sustentan toda vida. Se divide en 3 tipos.

## Resumen
El suelo se desarrolla a través de una serie de cambios. El punto de partida es la meteorización de material parental recién acumulado. Una variedad de microbios del suelo (bacterias, archaea, hongos) se alimentan de compuestos simples (nutrientes) liberados por meteorización, y producen ácidos orgánicos y proteínas especializadas que contribuyen a su vez a la meteorización mineral. También dejan residuos orgánicos que contribuyen a la formación de humus. Las raíces de las plantas con sus hongos micorrizas simbióticos también pueden extraer nutrientes de las rocas.
Los nuevos suelos aumentan en profundidad por una combinación de meteorización y más deposición. La tasa de producción de suelo debido a la meteorización es de aproximadamente 1/10 mm por año. Los nuevos suelos también pueden profundizarse a partir de deposición de polvo. Gradualmente, el suelo es capaz de albergar formas superiores de plantas y animales, comenzando con especies pioneras, y avanzando a lo largo de sucesión ecológica hasta comunidades de plantas y animales. La capa superior del suelo se profundiza con la acumulación de humus procedente de restos muertos de plantas superiores y microbios del suelo. También profundizan a través de mezcla de materia orgánica con minerales meteorizados. A medida que los suelos maduran, desarrollan horizontes del suelo a medida que se acumula la materia orgánica y se produce la meteorización y la lixiviación de los minerales.

## Meteorización física
Se llama también meteorización mecánica. Se produce la destrucción de la roca por acción de agentes físicos, como la temperatura o la presión, o por los seres vivos como la yermoelasticidad, gelifracción, haloclasticidad y bioclasticidad.

## Meteorización química
Es la destrucción de la roca por acción de agentes químicos, como son el agua, el oxígeno molecular y el dióxido de carbono. El agua interviene en todos los procesos de meteorización química, ya que transporta los otros agentes, aumentando así la acción de estos. Los tipos de meteorización química son oxidación, disolución, carbonatación e hidratación.

## Meteorización biológica u orgánica
Consiste en la ruptura de las rocas por la actividad de animales y plantas. Los efectos de la meteorización biológica combinan los procesos de: disgregación y los de alteración. La vegetación desempeña un papel decisivo en los procesos de meteorización química, ya que aportan ácidos de disolución al agua.
La construcción de madrigueras y la acción de las raíces de los árboles pueden provocar una acción mecánica, mientras que los efectos de la presencia de agua y diversos ácidos orgánicos, así como el aumento del dióxido de carbono, pueden complementar la meteorización alterando la roca.

## Topografía
La topografía, o relieve, se caracteriza por la inclinación (pendiente), elevación y orientación del terreno (aspecto). La topografía determina la tasa de precipitación o escurrimiento y la tasa de formación o erosión del perfil del suelo superficial. El entorno topográfico puede acelerar o retrasar el trabajo de las fuerzas climáticas.
Las pendientes pronunciadas favorecen la rápida pérdida de suelo por erosión y permiten que menos precipitaciones entren en el suelo antes de escurrirse y, por tanto, que haya poca deposición mineral en los perfiles inferiores (iluviación). En regiones semiáridas, la menor precipitación efectiva en pendientes más pronunciadas también da lugar a una cubierta vegetal menos completa, por lo que hay una menor contribución de las plantas a la formación del suelo. Por todas estas razones, las pendientes pronunciadas impiden que la formación del suelo se adelante mucho a su destrucción. Por lo tanto, los suelos en terrenos escarpados tienden a tener perfiles más bien superficiales y poco desarrollados en comparación con los suelos de lugares cercanos y más llanos.
La topografía determina la exposición al clima, al fuego y a otras fuerzas del hombre y de la naturaleza. Las acumulaciones minerales, los nutrientes de las plantas, el tipo de vegetación, el crecimiento de la vegetación, la erosión y el drenaje del agua dependen del relieve topográfico. Los suelos de la base de una colina recibirán más agua que los suelos de las laderas, y los suelos de las laderas que están más expuestas al sol serán más secos que los suelos de las laderas que no lo están.
En bajíos y depresiones donde el agua de escorrentía tiende a concentrarse, el regolito suele estar más profundamente erosionado y el desarrollo del perfil del suelo es más avanzado. Sin embargo, en las posiciones más bajas del paisaje, el agua puede saturar el regolito hasta tal punto que el drenaje y la aireación se ven restringidos. Aquí, la meteorización de algunos minerales y la descomposición de la materia orgánica se retrasan, mientras que la pérdida de hierro y manganeso se acelera. En este tipo de topografía baja, pueden desarrollarse rasgos de perfil especiales característicos de los suelos de humedal. Las depresiones permiten la acumulación de agua, minerales y materia orgánica y, en el extremo, los suelos resultantes serán marismas salinas o turberas.
Los patrones recurrentes de la topografía dan lugar a toposecuencias o catenas del suelo. Estos patrones surgen de diferencias topográficas en erosión, deposición, fertilidad, humedad del suelo, cubierta vegetal, biología del suelo, historia de incendios, y exposición a los elementos. Por regla general, la gravedad transporta agua pendiente abajo, junto con solutos y coloides minerales y orgánicos, aumentando el contenido de particulados y bases al pie de colinas y montañas. Sin embargo, muchos otros factores como el drenaje y la erosión interactúan con la posición de la pendiente, difuminando su esperada influencia en el rendimiento de los cultivos.

## Clima
La decisiva acción del clima en la formación del suelo se desprende al considerar que el clima va a regular el aporte de agua al suelo, así como su temperatura. La disponibilidad y el flujo de agua regulan la velocidad de desarrollo de la mayoría de los procesos edáficos. Es por ello que la intensidad de percolación (infiltración) se considera un factor decisivo en la formación del suelo (condicionada por factores climáticos, cantidad y distribución anual de las precipitaciones, y algunos parámetros edáficos, como la permeabilidad, mientras que al aumentar la temperatura disminuye el contenido de materia orgánica.

## Organismos
Acciones de los organismos del suelo:
•Acciones mecánicas:
•Descomposición de restos y residuos orgánicos por fragmentación.
•Bioturbación del material del suelo favoreciendo la mezcla de material orgánico e inorgánico.
•Desarrollo de porosidad en el suelo, eficiente en la transferencia de fluidos.
•Diseminación de organismos dentro del suelo. Por ejemplo, las larvas de los nematodos pueden fijarse al exoesqueleto de los artrópodos.
•Acciones químicas:
•Degradación de los compuestos orgánicos a moléculas más sencillas.
•Mineralización de componentes orgánicos a formación orgánicos: liberación de nutrientes para las plantas.
•Síntesis y excreción de productos orgánicos en el suelo; por ejemplo, secreción de mucopolisacáridos.
• Fijación biológica de N2 atmosférico.
•Intervienen en el ciclo de numerosos elementos, como C,N,P, Ca, Fe, Mn, entre otros.
•Producen compuestos biorreguladores, así como de acción bactericida y fungicida, entre otras.
Básicamente los organismos ejercen tres acciones fundamentales:
Constituyen las fuente de material original para la fracción orgánica del suelo. Restos vegetales y animales que al morir se incorporan al suelo y sufren profundas transformaciones.
Ejercen importantes acciones de alteración de los materiales edáficos. Los organismos transforman los constituyentes del suelo al extraer los nutrientes imprescindibles para su ciclo vital. El papel de los microorganismos en la transformación de la materia orgánica es tan importante como para que la humificación apenas se desarrolle en su ausencia.
Producen una intensa mezcla de los materiales del suelo como resultado de su actividad biológica.

## Materiales parentales
Roca madre
La roca o regolita de donde el suelo se forma se llama "material parental".
Los tipos principales son: eólico, de glaciares, aluviales, lacustres, de rocas.
Los edafólogos usan la siguiente fórmula para ver la formación del suelo:
s = f (cl, o, r, p, t,...)
s - propiedades del suelo; cl - clima regional; o - biota potencial, r - topografía; p- material parental; t - tiempo;... - variables adicionales.
Materia orgánica
Además de la roca madre, otro material parental importante en la edafogénesis es la materia orgánica. Esta desempeña su papel edafogenético en los 2 horizontes más superficiales del suelo, especialmente el O (prácticamente una acumulación de materia orgánica). En el horizonte A la materia orgánica entra en contacto directo con los microorganismos, que gracias a los ciclos biogeoquímicos degradan los componentes de la materia hasta volverlos asimilables para la flora. Finalmente, dependiendo de las propiedades y características del suelo, el resto de la sustancia no asimilable para las plantas, se percola hacia los horizontes más profundos.
En caso de que la materia orgánica en la superficie del suelo no llegue a ser metabolizada por los microorganismos, esta está sujeta a distintos factores abióticos que impulsan la formación del suelo de manera distinta, principalmente al transportar físicamente los clastos derivados de la materia a otras regiones. Procesos como la iluviación, eluviación, translocación o la acción eólica son ejemplos de procesos transportadores de clastos, que dentro de un largo tiempo podrían dar origen a una roca clástica.